# 切利亚
切利亚，是西班牙巴伦西亚自治区巴伦西亚省的一个市镇。总面积44平方公里，总人口2519人（2001年），人口密度57人/平方公里。